# 山岡トレーニングセンター
山岡トレーニングセンター（やまおかトレーニングセンター）は、岐阜県恵那市山岡町上手向にある競走馬のトレーニングセンターである。主に競走馬の育成や休養を行っている。略称は山岡トレセン。
代表者・山下繁美は「マルモリ」の冠名を用いる馬主でもある。

## 主な施設
- 厩舎（3棟、約60頭を収容可能）
- ダートコース（550m×幅5m）ゴムチップクッション入
- ウッドチップコース（700m×幅5m）
- 坂路コース　直線700m×幅6m　勾配3.5〜4.5%　ウットチップ使用
- サンシャインパドック　20頭　6×6m
- 円形馬場　直径10m
- 放牧場　10×20m×4箇所
- 障害練習用馬場
- ウォーキングマシーン　2基

## 主な利用馬
- テンハッピーローズ[2]
- ウォーターリヒト[3]